# عبدالعلی زهراوی
عبدالعلی زهراوی (انگلیسی: Abdel Ali Zahraoui؛ زادهٔ ۱۹۴۹ (۷۵–۷۶ سال)) بازیکن فوتبال اهل مراکش بود.
از باشگاه‌هایی که در آن بازی کرده‌است می‌توان به باشگاه ورزشی مغرب فاسی و باشگاه فوتبال ارتش سلطنتی مراکش اشاره کرد.
وی همچنین در تیم ملی فوتبال مراکش بازی کرده‌است.